# Transition (Informatik)

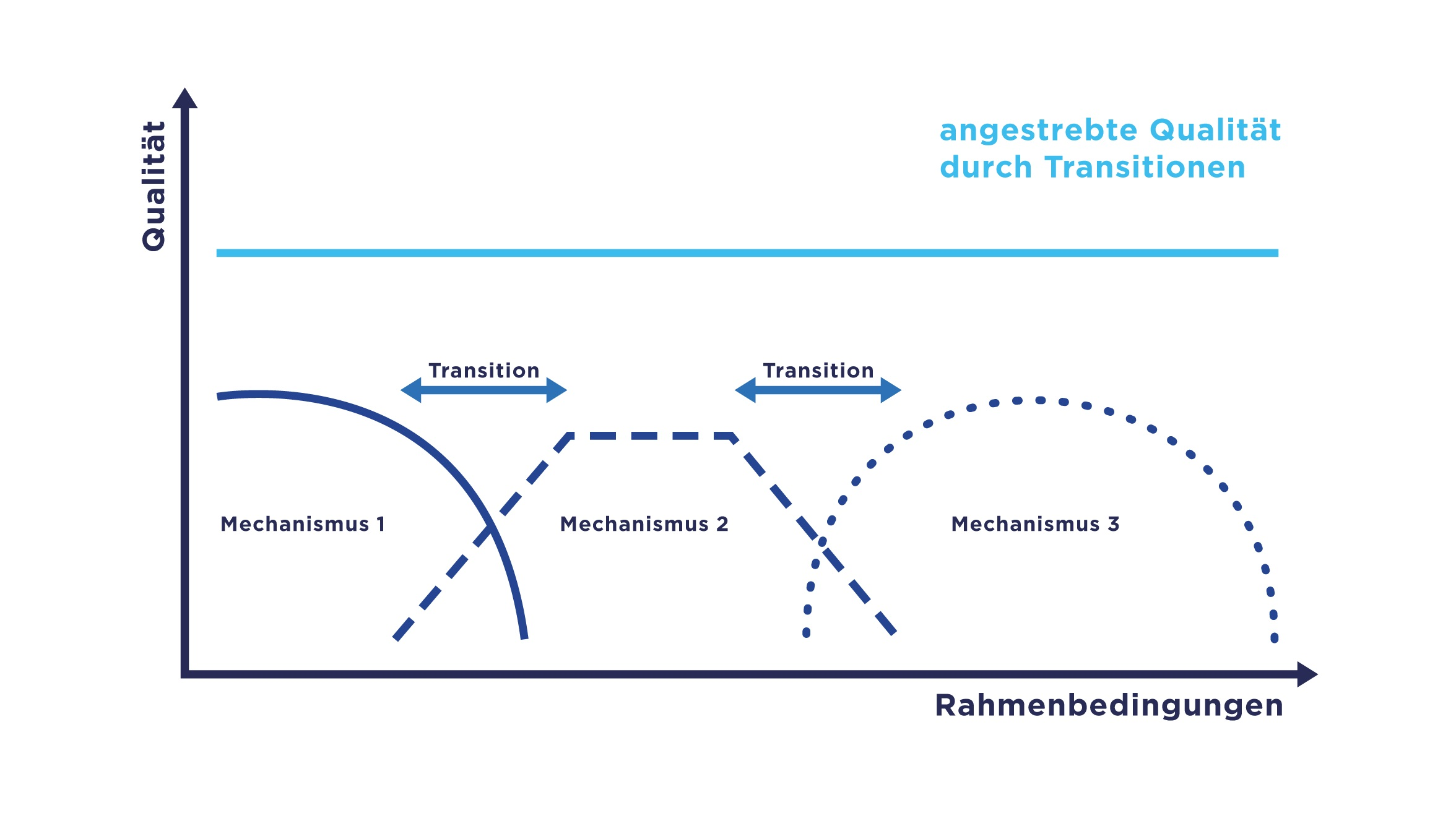
Das Ziel der Transition ist eine nahtlose, gleichbleibende Qualität bzw. Dienstgüte in einem Kommunikationssystem

Transition bezeichnet ein informatisches Paradigma im Rahmen von Kommunikationssystemen das den Übergang zwischen Mechanismen, d. h. Funktionen eines Kommunikationssystems, insbesondere Dienst- und Protokollbestandteile, beschreibt. Bei einer Transition werden kontextabhängig funktional vergleichbare Mechanismen innerhalb eines Kommunikationssystems ineinander überführt. Das Ziel ist es, eine möglichst gleichbleibende und hohe Qualität bzw. Dienstgüte sicherzustellen.

## Idee und Funktionsprinzip

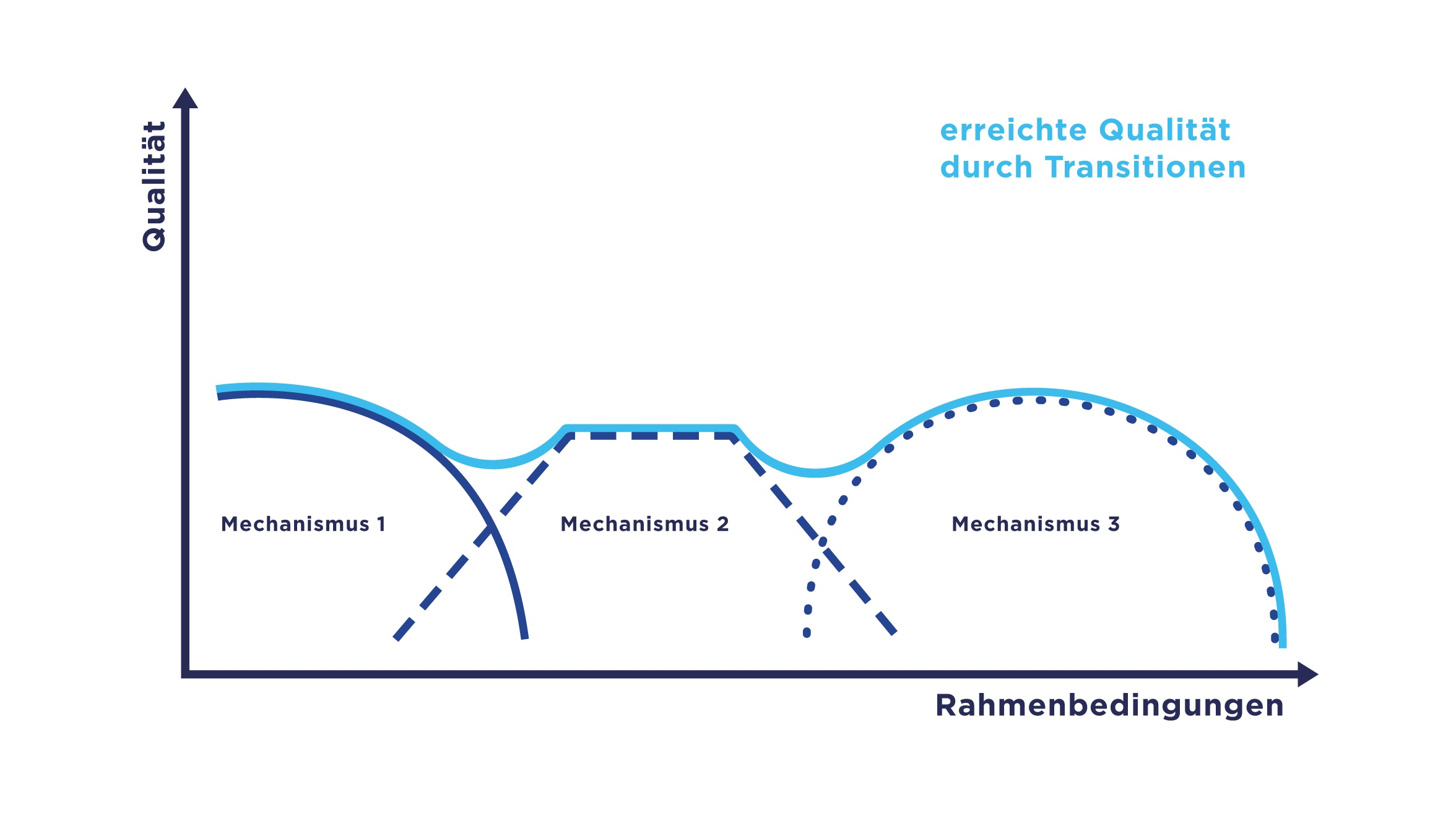
Durch die Transition und die folgende Anpassung des Kommunikationssystems ist eine Optimierung der Qualität trotz sich ändernden Rahmenbedingungen möglich

Durch die Transition sollen sich Kommunikationssysteme im laufenden Betrieb an veränderte Rahmenbedingungen anpassen können. Diese Veränderung kann beispielsweise eine rasche Steigerung der Last auf einem Dienst sein, die z. B. durch eine Ansammlung (und Verdichtung) von Menschen mit mobilen Endgeräten hervorgerufen werden kann. Eine Transition betrifft oft verschiedene Mechanismen auf unterschiedlichen technischen Ebenen einer Schichtenarchitektur.
Mechanismen werden als konzeptuelle Elemente eines vernetzten Kommunikationssystems verstanden und sind an bestimmte Funktionseinheiten, insb. als Dienst- und Protokollbestandteil, gebunden. Im Extremfall kann ein Mechanismus auch ein gesamtes Protokoll sein. Auf der Übertragungsebene wäre LTE beispielsweise ein solcher Mechanismus. Es gibt zahlreiche Mechanismen und sie sind zum Teil in ihrer Basisfunktionalität äquivalent wie z. B. einerseits Wi-Fi, Bluetooth und ZigBee für lokale drahtlose Netze und andererseits UMTS und LTE für breitbandige drahtlose Verbindungen. Zum Beispiel besitzen LTE und WIFI eine äquivalente Basisfunktionalität, sind jedoch technologisch unterschiedlich in ihrem Aufbau.
Von Transitionen betroffene Mechanismen sind oft Bestandteile eines Protokolls oder Dienstes. Beispielsweise kann bei einer Videodatenübertragung die Nutzung unterschiedlicher Videodatenkodierungen je nach verfügbarer Datenübertragungsrate erfolgen. Durch Transitionen werden diese Übergänge gesteuert und umgesetzt; ein Beispiel aus der Forschung ist ein kontextbewusster Videoanpassungsservice zur Unterstützung mobiler Videoapplikationen.
Durch Transition werden diese bestehenden, vielfältigen Strukturen genutzt. Durch Analyse der aktuellen Vorgänge im Kommunikationssystem kann ermittelt werden, welche Transitionen auf welcher Ebene idealerweise ausgeführt werden sollen, um den derzeitigen Anforderungen hinsichtlich der benötigten Qualität gerecht zu werden. Um Kommunikationssysteme an den jeweiligen Rahmenbedingungen anzupassen, stehen Architekturansätze selbst organisierender, adaptiver Systeme zur Verfügung wie z. B. der MAPE-Zyklus (Monitor-Analyze-Plan-Execute). Mit diesem zentralen Konzept des Autonomic Computing wird der Zustand des Kommunikationssystems ermittelt, die Monitoring Daten analysiert sowie die nötige Transition geplant und ausgeführt. Ein zentrales Ziel ist es, dass Nutzer die Transition(en) in der laufenden Anwendung nicht bewusst wahrnehmen und die Funktionalität genutzter Dienste als reibungslos und flüssig empfunden wird.

## Aktuelle Forschung
Die Erforschung neuer Konstruktionsmethoden, Modelle und Verfahren, welche automatisierte, koordinierte und schichtenübergreifende Transitionen zwischen funktional ähnlichen Mechanismen innerhalb eines Kommunikationssystems ermöglichen, ist das Hauptziel eines DFG-Sonderforschungsbereichs 1053 MAKI – Multi-Mechanismen-Adaption für das künftige Internet. Dabei werden zentrale Fragestellungen erforscht in den Schwerpunkten: der (i) methodischen Grundlagen der Transitionen, der (ii) Verfahren der Adaption von transitionsfähigen Kommunikationssystemen anhand angestrebter und erreichter Qualität, und der (iii) konkreten Transitionen aus unterschiedlichen Sichten auf ein Kommunikationssystem.
Eine Formalisierung des Konzepts der Transition, das die Merkmale und Beziehungen innerhalb eines Kommunikationssystems erfasst, um den mit einem solchen System verbundenen Entscheidungsprozess abzubilden und zu optimieren, ist in  enthalten. Die zugehörigen Bausteine umfassen (i) dynamische Software-Produktlinien, (ii) Markov-Entscheidungsprozesse und (iii) Utility Design. Während dynamische Software-Produktlinien eine Methode zur prägnanten Erfassung eines großen Konfigurationsraums und zur Angabe der Laufzeitvariabilität adaptiver Systeme bieten, stellen Markov-Entscheidungsprozesse ein mathematisches Werkzeug zur Verfügung, um Transitionen zwischen verfügbaren Kommunikationsmechanismen zu definieren und zu planen. Schließlich quantifizieren Utility-Funktionen die Leistung der einzelnen Konfigurationen des auf Transitionen basierten Kommunikationssystems und bieten die Mittel zur Optimierung der Leistung eines solchen Systems.
Anwendungen der Idee der Transition haben ihren Weg in drahtlose Sensornetzwerke und mobile Netzwerke, verteilte Reaktive Programmierung, WiFi-Firmware-Modifikation, Planung von autonomen Computersystemen, Analyse von CDNs, flexible Erweiterungen des ISO-OSI-Stacks, 5G Hochfrequenz-Fahrzeugkommunikation, die Analyse von MapReduce-ähnlichen Parallelsystemen, Planung von Multipath TCP, Adaptivität für Beam Training in 802.11ad, Operator Placement in dynamischen Benutzerumgebungen, DASH-Videoplayeranalyse, adaptives Bitrate-Streaming und Complex Event Processing auf mobilen Geräten.